# Андреевка (район имени Габита Мусрепова)
Андреевка (каз. Андреевка) — село в районе имени Габита Мусрепова Северо-Казахстанской области Казахстана. Административный центр Андреевского сельского округа. Находится примерно в 42 км к юго-востоку от села Новоишимское, административного центра района, на высоте 288 метров над уровнем моря. Код КАТО — 596633100.

## История
2 мая 1997 года Указом Президента Республики Казахстан Рузаевский район упразднён, его территория вошла в состав Целинного района Кокшетауской области, а 3 мая 1997 года вся территория Кокшетауской области, в том числе Целинный район, присоединены к Северо-Казахстанской области. 11 июня 2002 года Целинный район переименован в Район имени Габита Мусрепова.

## Население
В 1999 году численность населения села составляла 1525 человек (726 мужчин и 799 женщин). По данным переписи 2009 года, в селе проживал 1409 человек (683 мужчины и 726 женщин).